# Stadio Giovanni Parisi
Lo stadio Giovanni Parisi è un impianto sportivo di Voghera. Adibito prettamente all'attività calcistica, ospita le partite interne dell'AVC Vogherese (Associazione Vogherese Calcio 1919).
L'impianto è dedicato al pugile Giovanni Parisi, medaglia d'oro alle olimpiadi di Seul, originario di Vibo Valentia ma vogherese d'adozione, scomparso in un incidente stradale nel marzo del 2009. È dotato di due accessi distinti, con ingresso principale da Via Facchinetti, e con un altro ingresso da Viale Martiri della Libertà (zona piscina), come accesso al settore Curva Nord e Gradinata. Un ulteriore ingresso, riservato esclusivamente alle eventuali tifoserie organizzate ospiti, si trova nella zona sud dello stadio come accesso alla Gradinata Est, settore isolato dal resto dello stadio per ragioni di sicurezza.

## Struttura
Lo stadio può ospitare fino ad un massimo di 4.000 spettatori e si suddivide nei settori di Tribuna, Gradinata, Curva Nord e Gradinata Est. La Tribuna, interamente coperta, è a sua volta suddivisa in tre settori: tribuna verde (laterali), tribuna nera e tribuna rossa (centrale). L'impianto, oltre agli uffici della sede amministrativa, è altresì corredato da una sala stampa, una palestra e un punto ristoro.